# アンドラーシ通り

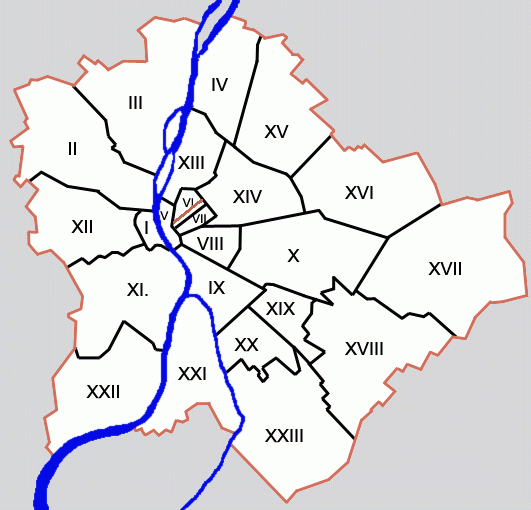
茶色の部分がアンドラーシ通り

アンドラーシ通り (Andrássy út [ˈɒnːdrɑ̈ːʃi ˌuːt]) は、ハンガリーの首都ブダペストにおいてエルジェーベト広場 (Erzsébet tér
[ˈerʒe̝ːbɛt ˌte̝ːr]) とヴァーロシュリゲットをつないでいる大通りで、その歴史は1872年に遡る。通りには、美しいファサード、階段室、内装などを備えた折衷主義的なネオルネサンス様式の宮殿や邸宅が立ち並んでおり、その地下を走るブダペスト地下鉄1号線などとともに、2002年にユネスコの世界遺産リストに登録された。
通りは、ルイ・ヴィトン、エルメネジルド・ゼニア、ヴァーチュ、バーバリー、グッチ、ロベルト・カバリなど、高級ブランドの専門店が建ち並んでいる場所でもある。

## 歴史
並行するキラーイ街 (Király utca [ˈkirɑ̈ːj ˈutːt͡sɒ]) の渋滞緩和のためと、ヴァーロシュリゲットを中心市街地と繋ぐために、アンドラーシ通りの建設が決まったのは1870年のことであった。実際の建設は1872年に始まり、開通式は1876年8月20日に行われた。
その実現は、3人の設計者、つまりLajos Lechner, Frigyes Feszl, Klein & Fraserの計画を折衷したものであった。
通りに並ぶ大邸宅群は、Miklós Yblに率いられた当時の特に優れた建築家たちによって建てられたもので、ハンガリーなどの銀行から資金提供を受けた。その多くは1884年までに完成し、貴族、銀行家、地主、歴史的な人物などが越してきた。通りの名前は、1885年に、計画の中心的な支援者であったアンドラーシ首相にちなんで付けられた。

アンドラーシ通りを使う陸上輸送には常に反対意見が出ていたため、ヨーロッパ大陸で初の地下鉄となるブダペスト地下鉄の建設計画が持ちあがった。建設は1894年に始まり、2年後に完成した。この地下鉄の存在によって、ハンガリー建国一千年祭の主会場となった市民公園への輸送も円滑に行われたのである。

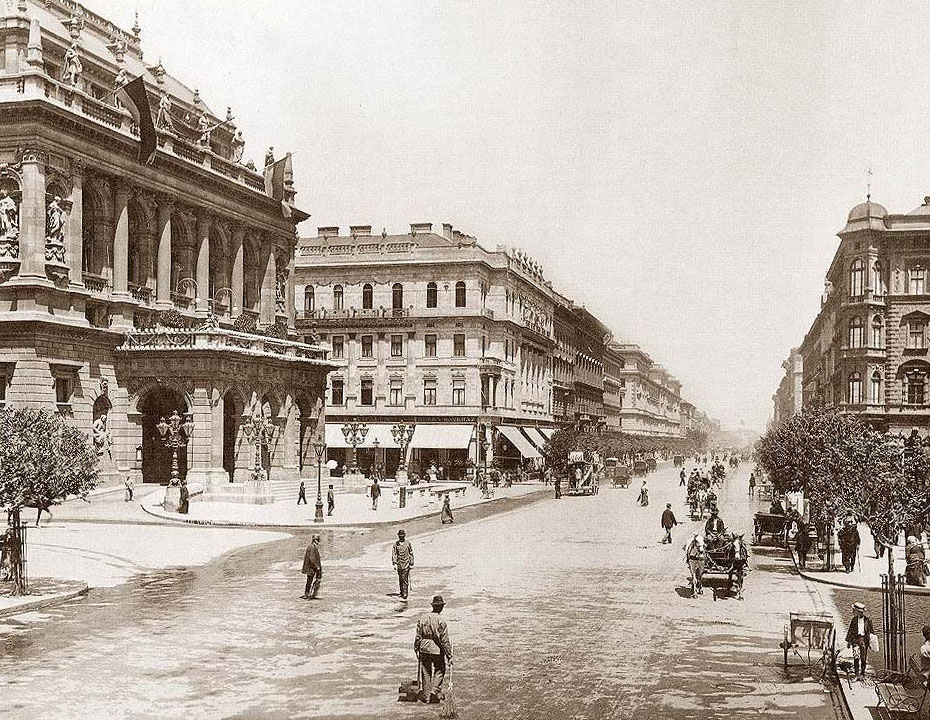
アンドラーシ通り。左手にあるのは国立オペラ座（1896年）

## 区画
アンドラーシ通りは市の内側から外側へと、以下の4つの部分から成り立っている。
1. エルジェーベト広場からオクトゴン（Oktogon）まで : 主に商業利用されている都会的な区画である。
2. オクトゴンからコダーイ円形広場駅まで : 住宅街や大学も含む、散歩道のある拡大された通り。
3. コダーイ円形広場駅からバイザ通りまで : さらに広く、小さな公園に面した大邸宅群が並ぶ。
4. バイザ通りからヴァーロシュリゲットまで : 広さは前の区画と同じくらいで、庭園を持った住宅群や大使館などがある。

## 観光名所
- 郵便博物館（Postamúzeum）
- ハンガリー国立歌劇場（Magyar Állami Operaház）
- ドレクスラー邸（Drechsler House）
- ペシュト・ブロードウェイ（Pesti Broadway）: 四隅に素晴らしい劇場のある連絡地点。
- フランツ・リスト広場 : リスト音楽院と多くのカフェがある。
- ヨーカイ広場（Jókai tér）
- オクトゴン : ナジケルートとの連絡地点。
- 恐怖の館（Terror Háza）: ハンガリーにおける2つの抑圧的な政治体制、つまりファシズムと共産主義について、その政体と犠牲者を追悼する施設である[2]
- フランツ・リスト記念館と旧音楽アカデミー

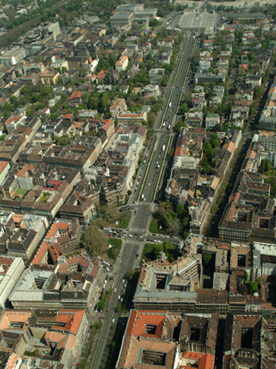
航空写真

- 航空写真コダーイ記念館 : ハンガリーの代表的な作曲家、コダーイの記念館。
- 人形劇場（Puppet Theatre）
- Old Palace of Art
- College of Fine Arts
- フェレンツ・ホップ東洋美術館（Hopp Ferenc Kelet-Ázsiai Művészeti Múzeum）
- 英雄広場: 一千年記念碑、西洋美術館（Museum of Fine Arts）、ミューチャルノク（Palace of Art）などがある広場で、ヴァーロシュリゲットの入り口になっている。

## 世界遺産
「ブダペスト、ドナウ河岸とブダ城」（1987年登録）を拡大登録する形で、地下を走るブダペスト地下鉄とともに2002年に世界遺産に登録された。翌年登録名の変更が行われ、拡大登録名は「ブダペストのドナウ河岸とブダ城地区およびアンドラーシ通り」となった。そのうちアンドラーシ通りの登録名称は「アンドラーシ通りとその地下」（Andrássy Avenue and the Underground ,ID 400-002）である。
登録にあたっては、地上部分の優れた近代都市計画と、その下をヨーロッパ大陸初の地下鉄が走っていることが評価された。